# Othon Friesz
Othon Friesz (født 6. februar 1879 i Le Havre, Frankrig, død 10. januar 1949 i Paris) var en fransk maler med tilknytning til fauvismen.
Friesz studerede ved den lokale kunstskole, Ecole des Beaux-Arts, i hjembyen Le Havre, hvor han mødte Raoul Dufy og Georges Braque. Han udstillede 1905 i Salon d'Automne, hvor han mødte Henri Matisse og Camille Pissarro.
1907 udstillede han med fauvisterne.
Efter en periode med eksperimenter med form og farve vendte Friesz tilbage til en mere traditionel stil med idealer fra barok og nyklassicisme.
Han ligger begravet på Cimetière du Montparnasse i Paris.
| - Tegninger - Havnebassinet Kattendick i Antwerpen, 1906 - Studie af kvinde der sanker korn, 1907 Figurstudie til maleriet Le travail à l'automne - Beridersken, 1909 Statens Museum for Kunst - En roende fisker, 1909 (Studie til maleriet "Le Pêcheur") - Figurkomposition med badende og dansende kvinder, ca. 1909 - Adam og Eva under kundskabens træ, 1910 - Studie af kvinde, der bærer vand, Portugal, 1911 (Studie til maleriet Les femmes à la fontaine) - Vigen ved En Vaux, Cassis, 1911 La Calanque d'Enveaux(fr) - To gående kvinder med vandkrukker på hovedet, Portugal, 1911 Studie til maleriet Les femmes à la fontaine - Studie til maleriet La danse de Ceifadores. Coimbra. 1911/1912. - Portræt af en sort kvinde Miarka, 1914 (Studie til maleriet La Négresse) - Siddende klovn med hat, uklar datering - Hovedet af en klovn, uklar datering |

| - Malerier - Hytten i Fontaine-la-Mallet, 1901 La chaumière à Fontaine-la-Mallet - Have i Honfleur, 1902 Jardin à Honfleur - La Ciotat, 1907 - Landskab ved La Ciotat, 1907 Paysage à La Ciotat - Høstarbejde, 1907-08 Le Travail à l'Automne 200.5 x 250 cm - En søndag i Honfleur, 1907 Un dimanche à Honfleur - Tage og katedral i Rouen, 1908 Roofs and Cathedral in Rouen - Landskab med figurer, 1909 Landscape with Figures, Museum of Modern Art, New York - Badende ved Andelys, 1908 Les Baigneuses des Andelys - Landskab på terrassen, 1909 Paysage sur la terrasse - Annamesere/annamitter i en luftfartslejr, 1917 Annamites dans un camp d'aviation - Bymuren ('rampart') i Saint-Malo, 1935 Les remparts de Saint-Malo - Nøgen kvinde i et landskab, ukendt datering Nu allongé dans un paysage - Svømmerne, ukendt datering Les Baigneuses |